# Регель Альберт Едуардович
Альберт Едуардович Регель (рос. Альберт Эдуардович Регель; також Іоанн-Альберт Регель (рос. Иоанн-Альберт Регель); 12 грудня 1845, Цюрих — 6 липня 1908, Одеса) — російський ботанік, мандрівник Середньою Азією.

## Біографія
Народився в родині ботаніка німецького походження Едуарда Людвіговича Регеля. Здобув медичну освіту в Дерптському університеті.
У 1875 р. його призначили лікарем у м. Кульджу Семиреченської області, з 1876 р. він служив чиновником особливих доручень Кульджинської канцелярії при Семиреченському військовому губернаторі. Там він зайнявся вивченням місцевої флори.
У 1876-84 роках Регель здійснив низку подорожей Середньою Азією. Зокрема, влітку 1882 р. Регель здійснив зухвалу подорож на Памір і став першим європейцем, який відвідав озеро Шива. У цій подорожі Регель був добре прийнятий правителем Шугнана Юсуф-Алі-Ханом і користувався його гостинністю. Афганський емір Абдур-Рахман, дізнавшись про перебування мандрівника в Бар-Пянджі (столиці Шугнана), запідозрив, що правитель Шугнана веде переговори з росіянами про вступ Шугнана під протекторат Росії. Тоді Абдур-Рахман відрядив свого начальника кавалерії Гульзар-Хана до Юсуф-Алі-Хана. На цього посланця було покладено місію умовити правителя Шугнана негайно випровадити Регеля. У Бар-Пянджі в афганця сталася велика сварка з Регелем і, хоча Юсуф-Алі-Хан помирив їх, але Регель був змушений покинути Шугнан. Згодом правитель Шугнана Юсуф-Алі-хан був страчений Абдур-Рахманом за гостинність, надану Регелю.
У подорожах Регель зібрав безліч комах, рослин, опудал птахів і тварин.

## Праці
- Регель А. Э. Ботаническая экскурсия от Ташкента до Кульджи Туркестанские ведомости. 1878. 10-13.
- Регель А. Э. 1881—1884. Отчет о географических результатах поездок к верховьям Аму-Дарьи за 1881-83 гг. С приложением маршрутов 1882—1884 гг. — Архив РГО. — Р. 65, оп. 1. N7 — 77с.
- Регель А. Э. 1882. Поездка в Каратегин и Дарваз // Изв. РГО. — Т. 15, вып. 2 — c. 137—141.
- Регель А. Э. 1884. Путешествие в Шугнан // TВ. — N17. — c. 66-67.
- Регель А. Э. 1884. Путешествие в Шугнан // Изв. РГО. — Т. 20. вып. 3. — c. 268—274.